# Охіра Хіде
Хіде Охіра (яп. 大平英, Охіра Хіде, 15 вересня 1880 року, Японська імперія — 9 травня 1995 року, Вакаяма, Японія) — японська супердовгожителька. Була останньою японкою, яка народилась в 1880 році. Незважаючи на те, що Хіде Охіра досягла поважного віку (114 років і 236 днів), вона ніколи не була найстарішою нині живою людиною в Японії, оскільки в той час жила Тане Ікаї, яка була старшою. Станом на червень 2019 року Хіде Охіра займала 64 місце в списку 100 найстаріших повністю верифікованих людей в історії.